# ياكوب كيليتش
ياكوب كيليتش (بالتركية: Yakup Kılıç)‏ (مواليد 13 يوليو 1986) هو ملاكم تركي، مثّل بلاده في الألعاب الأولمبية الصيفية 2008.

## روابط خارجية
ياكوب كيليتش على موقع أوليمبيديا (الإنجليزية)